# 浅野五郎
淺野 五郎（あさの ごろう、1909年6月29日 - 1966年3月19日）は、日本の地球科学者。専門は応用地質学・鉱床学。福岡県福岡市生まれ。

## 経歴
1927年福岡県中学修猷館、1930年旧制福岡高等学校理科乙類を経て、1933年3月に東京帝国大学理学部地質学科を卒業。大学院に進むが、同年9月より南満州鉄道嘱託となる。1938年4月より満州国大陸科学院に所属。1946年5月古河鉱業の職員となり、配下の鉱山の調査・探鉱などを行う。1951年4月、東京大学より理学博士の学位を取得。論文表題は「満洲産縞状鉄鉱の造進変成」。1956年3月古河鉱業を退社、4月より国際基督教大学教授となる。1960年4月、木下亀城教授の後任として九州大学工学部教授（採鉱学科応用地質学講座）に就任。研究と後進の指導、鉱業界の発展などに尽力したが、在職中に56歳で死去。この間、横浜国立大学・熊本大学・広島大学・東京大学などの非常勤講師、また日本学術会議地質学研究連絡委員会委員・地下資源開発委員会委員・鉱業審議会専門委員などを歴任。

## 研究業績
大学卒業後に勤務した満州国では、当時話題となっていた油母礬土頁岩の調査に従事したほか、中国大陸北東部に分布する諸鉱床、特に、後に博士論文のテーマとなった縞状鉄鉱層について、詳細な調査・研究を行った。古河鉱業時代は、地質鉱床課長として赴任した足尾鉱山の銅鉱床について、現場での調査・観察を基に、その生成過程と成因の解明に寄与したことで知られる。大学に勤務してからは石炭層の地質に研究テーマが移り、筑豊炭田など、九州北部の炭田について、詳細な研究を公表し続けた。

## 主な編著書
- 淺野五郎（編）「鉱山地質ハンドブック」、朝倉書店、1962年。ASIN: B000JAKECI